# Самійлівський район
Самійлівський район рос. Самойловский район — муніципальне утворення в Саратовській області. Адміністративний центр району — смт Самійлівка. Населення району — 19 540 осіб.

## Географія
Розташований в південно-західній частині Правобережжя, на Оксько-Донській рівнині — басейн річки Терса з родючими чорноземними ґрунтами.
Межує з Волгоградською областю, Балашовським і Калінінським районами.

## Історія
Район утворений 23 липня 1928 року в складі Балашовського округу Нижньо-Волзького краю. До його складу увійшла територія колишньої Самійлівської волості Балашовського повіту Саратовської губернії.
З 1934 року район в складі Саратовського краю, з 1936 року — в складі Саратовської області.
З 6 січня 1954 року по 19 листопада 1957 року район входив до складу Балашовської області.
В 1959 році до складу району увійшла територія скасованого Красавського району з центром у с. Святославка.
У 1963–1964 роках район був скасований.
З 1 січня 2005 року район перетворений в муніципальне утворення Самійлівський муніципальний район.

## Економіка
Район сільськогосподарський, тут виробляється значна кількість соняшнику, цукрового буряку. У районі перебуває один з найстаріших у Росії конезаводів «Єланський». Підприємства переробляють сільськогосподарську сировину. Був сирзавод та хлібокомбінат. Нині залишився елеватор.

## Відомі особистості
У районі народилась:
- Акентьєва Лідія Ісаївна (* 1925) — український  ґрунтознавець (с. Святославка).

## Пам'ятки
Михайло-Архангельська церква в селищі Самійлівка, церква Благовіщення в селі Благовіщенка.